# Freizeit oder: das Gegenteil von Nichtstun
Freizeit oder: das Gegenteil von Nichtstun ist ein Dokumentarfilm von Caroline Pitzen, der Ende Februar 2021 im Rahmen der Woche der Kritik seine Weltpremiere feierte.

## Handlung
Im Sommer 2018 ist Berlin, wie eigentlich immer, eine Großbaustelle. Fünf junge Menschen, alle zu Beginn des neuen Jahrtausends geboren, werden beim Fußballspielen, im Grünen, beim Schwimmen und Tanzen, beim Rauchen und Biertrinken, aber auch beim Wäscheaufhängen und Schlafen gezeigt. Bei einem Treffen fertigen die Teenager Transparente an. Sie besprechen Protestaktionen und führen Diskussionen über Politik und Gesellschaft. Sie unterhalten sich darüber, wie jemand in Zukunft in dieser Stadt leben kann. Sie sprechen über den alltäglichen Sexismus, die Verantwortung des Einzelnen für das System, über Schulpolitik, die Gentrifizierung und Drogen.
Sie lesen sich gegenseitig Passagen aus dem Kommunistischen Manifest und aus der Kleinstadtnovelle vor und schauen sich gemeinsam den Schwarzweißfilm Kuhle Wampe auf einem Computer an und hören hierbei Dinge, die ihnen in der Gegenwart bekannt vorkommen.
Der Film spielt im Osten Berlins in Friedrichshain, Treptow und Neukölln, Gegenden der Stadt, die seit dem Fall der Berliner Mauer stark von Gentrifizierung und steigenden Mieten betroffen sind. Die Jugendlichen stammen aus Familien in der ehemaligen DDR und machen sich Gedanken über ihre Rolle in einer wettbewerbsorientierten Gesellschaft.

## Produktion

### Stab, Filmtitel und Aufbau

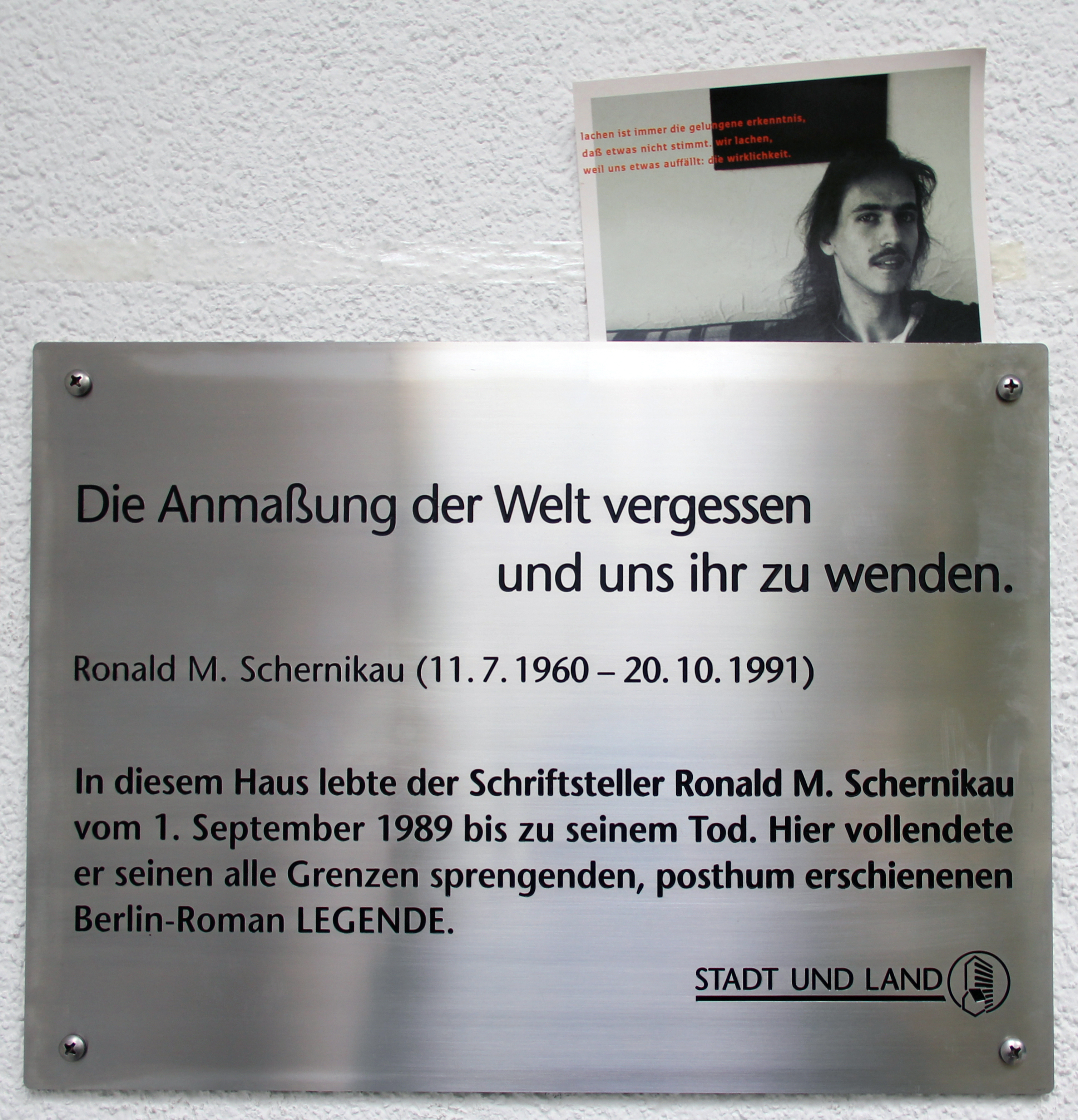
Ronald M. Schernikau schrieb die Kleinstadtnovelle

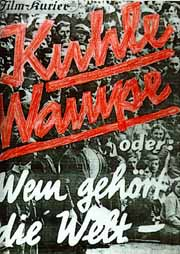
Die Schreibweise ist dem Filmwerk Kuhle Wampe oder: Wem gehört die Welt? entlehnt

Regie führte Caroline Pitzen. Es handelt sich um ihr Langfilmdebüt. Die Filmemacherin arbeitete hierfür mit einer Gruppe jugendlicher Laiendarsteller zusammen. Aus alltäglichen Situationen entwickelten sie gemeinsam eine fiktive Narration, angelehnt an die reale Lebenswelt junger Menschen. Den thematischen Fokus legten sie hierbei auf Freizeit und Freiräume, Jugendkultur und politischen Aktivismus sowie die sich rasant verändernde Stadt Berlin.
Pitzen zeigt die Schüler meist an Orten, an denen sie ihre Freizeit verbringen, weil sie sich dann am freiesten fühlen und in der sie sich engagieren und die Welt neu gestalten wollen, was letztendlich "das Gegenteil von Nichtstun" ist. Die Schreibweise mit „...oder: ...“ ist dem Filmwerk Kuhle Wampe oder: Wem gehört die Welt? entlehnt.
Zu Beginn des Films zeigt Pitzen Archivaufnahmen des jungen Autoren Ronald M. Schernikau aus den 1980er Jahren. Hierbei spricht dieser in einer österreichischen Fernsehshow über sein Buch Kleinstadtnovelle. In dem Buch, das er im Alter von 18 Jahren schrieb, äußert er eine gewisse Verachtung gegenüber der Jugendpolitik und prangert die häufige Annahme im kapitalistischen System an, in der Freizeit gebe es keine Alternative zum Nichtstun. Für Schernikau hingegen ist Freizeit genau die Zeit, in der man die Voraussetzungen für die Veränderung des Systems und der Welt schaffen kann.

### Die jugendlichen Protagonisten
Die Jugendlichen, mit denen Pitzen zusammenarbeitete, sind Jasper Penz, Juno Groth, Lilly Marie Dressel, Maxim Hartig und Mila Wischnewski. Im Abspann, wo zwischen ihren Rollen- und Darstellernamen differenziert wird, werden sie zum „Komitee Stoffentwicklung“ gezählt. Während des Films werden sie beim Chatten gezeigt oder wie sie Passagen aus Zeitungen oder Büchern lesen, so aus dem Manifest der Kommunistischen Partei von Marx und Engels. 40 Jahre nach Schernikaus Fernsehauftritt und mehr als 150 Jahre nach der Veröffentlichung des Manifests finden die Jugendlichen Korrespondenz für ihre eigenen existentialistischen, philosophischen und materialistischen Visionen.

### Veröffentlichung
Eine erste Vorstellung des Films erfolgte in der vom 27. Februar bis 7. März 2021 stattgefundenen Woche der Kritik. Im März 2021 wurde er beim Dokumentarfilmfestival Cinéma du Réel gezeigt. Im November 2021 wurde er beim Filmfestival Mannheim-Heidelberg vorgestellt. Ende April, Anfang Mai 2022 wurde er im Rahmen des Filmfestivals Crossing Europe gezeigt.

## Rezeption

### Kritiken

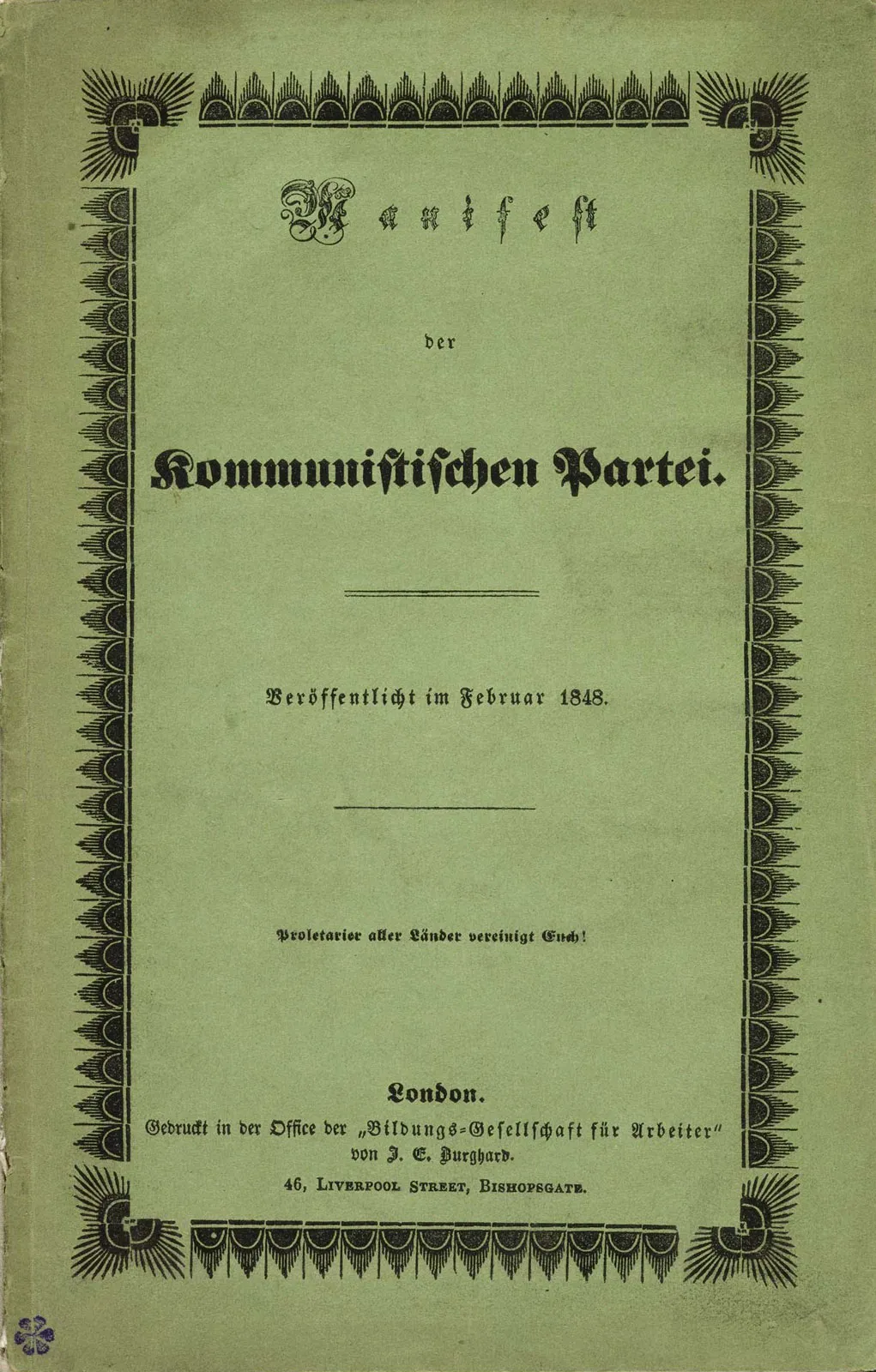
Die Jugendlichen lesen in ihrer Freizeit im Manifest der Kommunistischen Partei

Auf archyde.com heißt es, wertvolle Momente würden in diesem Film eingefangen, in einer Zeit, in der das Leben zwischen Jugend und Erwachsenenalter oszilliert. Momente des Lebens, in denen Freiräume und politisches Bewusstsein geschaffen werden und Verantwortlichkeiten entstehen. Weiter wird in der Kritik auf die sprachliche Besonderheit hingewiesen, dass im Deutschen Freizeit sowohl „free time“ als auch „leisure“ bedeutet. Für Caroline Pitzen sei diese Freizeit zu kostbar, um sie mit den Vergnügungen zu verschwenden, die die Unterhaltungsindustrie bereithält. Der Film sei von einer entwaffnenden Natürlichkeit geprägt und zutiefst politisch, und die fünf gezeigten Jugendlichen seien gleichermaßen Protagonisten und Co-Regisseure, was Freizeit oder: das Gegenteil von Nichtstun zu einer Mischung aus Fiktion und Dokumentarfilm habe werden lassen. Wenn Pitzen filmischen Anleihen aus Klassikern der 1930er Jahre verwende, die kurz vor der Machtübernahme Adolf Hitlers entstanden, wie Kuhle Wampe von Slatan Dudow, und auf Filme wie Menschen am Sonntag zurückgreife, dann nicht nur hinsichtlich der Figurenkonstellation, auch im Szenenaufbau, so wenn die Kamera der Bewegung des Fahrrads folgt oder die Protagonisten beim Tanzen gezeigt werden. Gleichzeitig sei dieser Sonntag, der Tag der Freizeit, eine Metapher für den einzigen Moment, der der hektischen Logik einer Gesellschaft am Rande des Abgrunds widersteht.

### Auszeichnungen
Cinéma du Réel 2021
- Nominierung im internationalen Wettbewerb[14]